# Vigor Lamezia
Pour les articles homonymes, voir Vigor (homonymie) et Lamezia Terme.
Maillots
L'Associazione Sportiva Dilettantistica Vigor Lamezia Calcio 1919, plus couramment abrégé en Vigor Lamezia est un club italien de football, fondé initialement en 1919 puis recréé en 1995, et basé dans la ville de Lamezia Terme en Calabre.
Ses couleurs sont vert et blanc, et le club joue ses matchs à domicile au Stade Guido D'Ippolito.

## Historique

### Historique des noms
- 1919 : Fondation sous le nom de Unione Sportiva Vigor Nicastro
- 1967 : Changement de nom pour Associazione Sportiva Nicastro
- 1973 : Changement de nom pour Associazione Sportiva Vigor Nicastro Calcio
- 1977 : Changement de nom pour Associazione Sportiva Vigor Lamezia Calcio
- 1995 : Refondation sous le nom de Comprensorio Vigor Lamezia
- 2020 : Changement de nom pour Associazione Sportiva Dilettantistica Vigor Lamezia Calcio 1919

### Histoire
Le club joue dans la ligue pro.
Le Vigor Lamezia entretient une rivalité avec l'autre grande équipe de la province, à savoir l'US Catanzaro.

## Palmarès
| Compétitions nationales |
| --- |
| - Championnat d'Italie D4 (1) : - Champion : 1986-87 (Gr. I). - Vice-champion : 1984-85 (Gr. L), 1985-86 (Gr. I), 2001-02 (Gr. I), 2002-03 (Gr. I) et 2003-04 (Gr. I). - Championnat d'Italie D6 : - Vice-champion : 1982-83 (Gr. Calabre). |

## Personnalités du club

### Présidents du club
| - Pietro Carlo Baccari (1920 - ?) - Marcello Anastasio Pugliese (1962 - 1971) - Mario Pugliano (1971 - 1972) - Carlo Alberto Gatto (1972 - 1973) - Carlo Alberto Gatto & Celano (1973 - 1974) - Giuseppe Dattilo (1974 - 1978) - Ermanno Guzzi (1978 - 1983) - Diego Menniti (1983 - 1985) | - Giovanbattista Ventura (1986 - 1989) - Michele Amatruda (1989 - 1992) - Giuseppe Mazzei (1992 - 1993) - Enzo Saladino (1993 - 1995) - Antonio Cantafio & Antonio Gaetano (1995 - 2000) - Antonio Cantafio (2000) - Fabrizio Maglia (2000 - 2001) - Alfredo Mercuri (2001 - 2005) | - Antonio Cantafio & Ermanno Guzzi (2005 - 2006) - Antonello Bevilacqua (2006 - 2009) - Paolo Mascaro (2009 - 2013) - Claudio Arpaia (2013 - 2015) - Gianni Torcasio & Giancarlo Butera (2015 - 2016) - Giancarlo Butera & Marco Mirabelli (2016 - 2017) - Felice Saladini (2020 - ) |

### Entraîneurs du club
| - Sergio Marzocco (1950) - Enzo Dolfin (1956 - 1957) - Antonio Carlei (1962 - 1963) - Mihály Vörös (1963 - 1964) - Antonio Carlei (1964 - 1965) - Antonio Lionetti (1965 - 1967) - Augusto Vaccari (1967 - 1968) - Mihály Vörös (1968 - 1969) - Carlo Orlandi (1969 - 1970) - Antonio Carlei & Guido Roncarati (1970 - 1971) - Antonio Carlei & Carmelo Sconzo (1973 - 1974) - Carmelo Sconzo (1974 - 1975) - Antonio Carlei (1975 - 1976) - Alberto Spelta (1976 - 1979) - Giulio Bonafin (1979 - 1980) - Giancarlo Rodolfi & Antonello Coclite (1980 - 1981) - Franco D'Angelo (1981 - 1982) - Piero Baroncini (1982 - 1983) - Mario Zurlini (1985 - 1986) | - Claudio Ranieri (1986 - 1987) - Carmine Tascone (1987) - Paolo Lombardo (1987) - Giovanni Ardemagni (1987 - 1988) - Mario Facco (1988 - 1989) - Piero Baroncini & Giorgio Sereni (1989 - 1990) - Sergio Santarini (1990) - Gesualdo Albanese (1990 - 1991) - Francesco Scorsa (1991 - 1992) - Enrico Nicolini (1992 - 1993) - Ernesto Costantino & Carlo Orlandi (1993 - 1994) - Giovanni Scardamaglia & Bruno Miletta & Ieso Rocca (1994 - 1995) - Filippo Trapasso (1995 - 1996) - Filippo Trapasso & Piero Baroncini (1996 - 1997) - Piero Baroncini & Danilo Daniele (1997 - 1998) - Alberto Spelta (1998 - 1999) - Giuseppe Pallavicini (1999 - 2000) | - Gennaro Pulice (2000 - 2001) - Giuseppe Galluzzo (2001 - 2002) - Salvatore Amato (2002 - 2003) - Luigi Boccolini (2003 - 2004) - Giuseppe Galluzzo (2004 - 2005) - Nicola Provenza (2005 - 2007) - Alfonso Ammirata (2007 - 2009) - Danilo Pierini (2009) - Domenico Giacomarro (2009 - 2010) - Gigi Marulla (2010) - Massimo Costantino (2010 - 2013) - Raffaele Novelli (2013 - 2014) - Massimo Costantino (2014) - Alessandro Erra (2014 - 2015) - Antonio Gatto (2015 - 2016) - Angelo Andreoli (2016 - 2017) - Massimo Morgia (2020) - Jorge Vargas (2021 - ) |